# Baroy
Baroy  es un municipio filipino de cuarta categoría, situado al norte de la isla de Mindanao. Forma parte de  la provincia de Lánao del Norte situada en la Región Administrativa de Mindanao del Norte en cebuano Amihanang Mindanaw, también denominada Región X. 
Para las elecciones está encuadrado en el Primer Distrito Electoral.

## Barrios
El municipio  de Baroy se divide, a los efectos administrativos, en 23 barangayes o barrios, conforme a la siguiente relación:
| - Andil - Bagong Dawis - Baroy Daku - Bato - Cabasagan - Dalama | - Libertad - Limwag - Lindongan - Maliwanag - Manan-ao - Pange | - Pindolonan - Población - Princesa - Rawan Point - Riverside - Sagadán Bajo | - Salong - Tinubdan - Sagadan Alto - San Juán - Village |  |

## Historia
En 1918 se llamaba Baloy, una planta que se encuentra  en la lugar y que se utiliza para el tejido de esteras.
Cuando dicha planta se extinguió  los  habitantes de la localidad decidieron cambiar su nombre por el de  Baroy.

### Influencia española

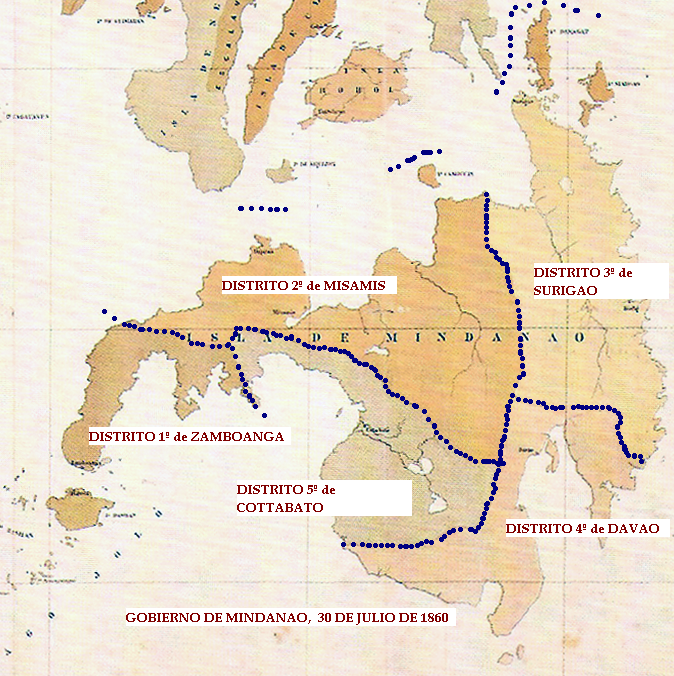
Gobierno de Mindanao: Los 5 Distritos creados por Real Decreto de 30 de julio de 1860.

El Distrito 7º de Lanao creado a finales del siglo XIX, concretamente el 8 de octubre de 1895, formaba parte del Imperio español en Asia y Oceanía (1520-1898).
Su territorio, segregado de los distritos 5º de Cottabato y 2º de Misamis, no fue  dominado completamente por las armas españolas. El término de Baloy formaba parte de Misamis.

### Ocupación estadounidense
En 1903 fue creada la provincia del Moro, siendo Lánao uno de sus distritos. La provincia de Lánao fue creada en 1914 formando parte del Departamento de Mindanao y Joló (1914-1920)  (Department of Mindanao and Sulu) .

### Independencia
El 10 de junio de 1949 fue creado este nuevo municipio de Baroy, que estará integrado por la parte sur del municipio de Tubod más una cierta porción del territorio de Kolambugan.
Sus límites son los siguientes:

"...En el noreste, por el Ininguian Creek desde su desembocadura en la Bahía de Panguil algún lugar al oeste de la poblacion del barrio de Sagadan, aguas arriba hasta su nacimiento en algún lugar en el sitio de Kapatagán, y una línea recta que va desde el sureste de origen, que atraviesa este sitios Licapao y Blakan a la cumbre del Monte Talaysague en el límite suroriental de Kolambugán, tal como se define en el artículo 13 del Decreto N º 13, de fecha 21 de abril de 1917, del Gobernador del Departamento de Mindanao y Sulu..."
EXECUTIVE ORDER NO. 222

El 22 de mayo de 1959 la provincia de Lánao fue dividida en dos provincias, una que se conoce como Lánao del Norte y la otra como Lánao del Sur.
Baroy es uno de los 10 municipios que forman la provincia de Lánao del Norte.
El 13 de enero de 1960 fue creado el municipio  de Salvador formado por los siguientes  barrios hasta entonces pertenecientes al municipio de Baroy: Balimbing, Upper Rebe, Mabatao, Madaya, Camp III, Bolacon, Kilala, Tualon, Tamporong, Salog, Kanibongan, Pangao, Badelles, Rarkom, Inodaran, Rarab, Pagalongan, Padianan, Pansur, Mamaanum, Bontong, Maporog, Kabatongan, Pagayawan, Mt. Rangaraya, Mt. Talaysague y Mt. Sucadan.